# Ludwik Natanson

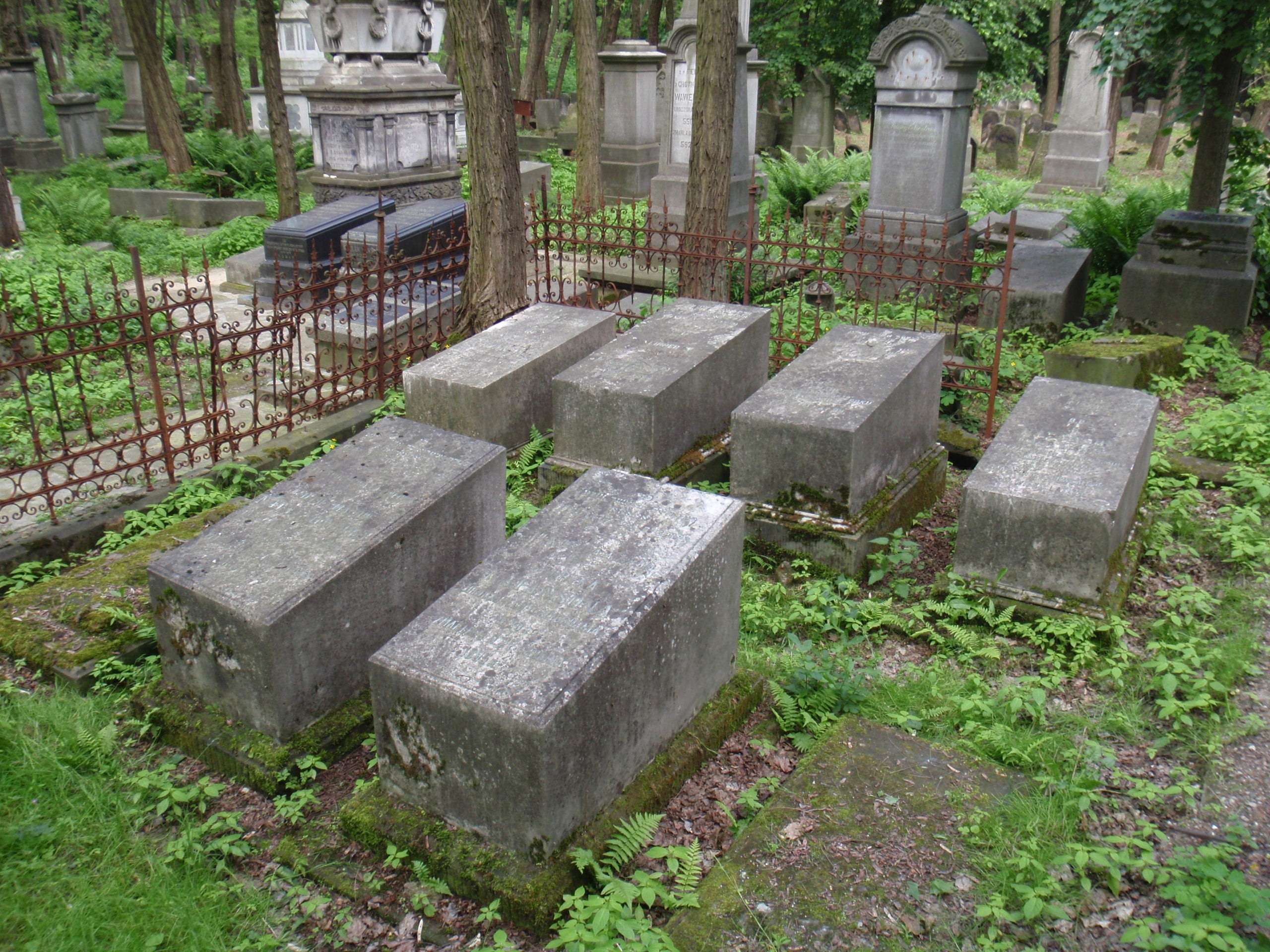
Grób Ludwika Natansona w kwaterze rodzinnej na cmentarzu żydowskim w Warszawie (drugi rząd, pierwszy od prawej)

Ludwik Natanson (ur. 12 września 1821 w Warszawie, zm. 6 czerwca 1896 tamże) – polski lekarz pochodzenia żydowskiego.

## Rodzina
Urodził się jako syn Samuela Natansona i jego żony Felicji Weinreb. Miał jedenaścioro rodzeństwa: Mojżesza (ur. 1818, zmarłego w dzieciństwie), Henryka (1820–1895, bankiera i wydawcę), Leona (ur. 1822, zmarłego w dzieciństwie), Józefa (1823–1854, kupca), Szymona (1824–1894, bankiera), Samuela (1826–1827), Ignacego (1828–1863, bankiera), Adama (1829–1908, bankiera i mecenasa sztuki), Jakuba (1832–1884, chemika), Franciszkę (ur. i zm. 1834) i Rozalię (ur. 1839).
Był dwukrotnie żonaty. Po raz pierwszy z Ludwiką Bersohn (1826–1849, córką Majera Bersohna), a po raz drugi z Natalią Epstein (1834–1891, córką Adama Epsteina). Z pierwszego małżeństwa miał córkę Różę (ur. 1849, zm. w XX w.). Z drugiego małżeństwa miał pięcioro dzieci: Anielę (ur. 1855, zm. w XX w.), Stanisława (1857–1929, bankiera i działacza społecznego), Zofię (ur. 1858), Edwarda (1861–1940, przemysłowca) i Władysława (1864–1937, fizyka).

## Życiorys
Studiował medycynę na uniwersytetach w Wilnie i Dorpacie (ukończył w 1843). Członek korporacji akademickiej Konwent Polonia. Był lekarzem w Dyneburgu. Studia ukończył w 1847 roku i w tym samym roku założył w Warszawie czasopismo „Tygodnik Lekarski” wraz z Aleksandrem Lebrunem i Adamem Bogumiłem Helbichem, gdzie był redaktorem do roku 1864.
W czasie epidemii cholery w Warszawie w latach 1848–1852 był jednym z najbardziej aktywnych lekarzy. Chociaż leczył bogate rodziny (np. Zamoyskich), odwiedzał także liczne szpitale i przytułki, nawet za marne wynagrodzenie. W 1863 roku został wybrany prezesem Warszawskiego Towarzystwa Lekarskiego.
Pomimo licznych zajęć związanych z medycyną był silnie związany z gminą żydowską. Był prezesem warszawskiej gminy żydowskiej w latach 1871–1896. Dzięki jego wysiłkom, jako prezesa Komitetu Synagogi na Daniłowiczowskiej, wzniesiona została Wielka Synagoga na Tłomackiem. Zainicjował prace nad powstaniem Centralnej Biblioteki Judaistycznej. Był też inicjatorem budowy siedziby gminy żydowskiej przy ul. Grzybowskiej. Także dzięki niemu powstał szpital starozakonnych w 1902 roku. Od 1871 roku do śmierci kierował warszawską gminą żydowską.
Pochowany na cmentarzu żydowskim przy ulicy Okopowej w Warszawie (kwatera 20, uliczka 4).

## Twórczość
Poza licznymi publikacjami w „Tygodniku Lekarskim” opublikował:
- 1886: La Circulation des Forces dans les Etres Animés
- 1883: Teorja Jestestw Idjodynamicznych
- 1883: Mechanika Snu
- 1879: O Uczeniu Rzemiosł
- 1862: Fizjologiczne Zasady Estetyki
- 1861: Urywki w Kwestji Wychowania
- 1859: Przyczynek do Fizjologicznej Djagnostyki Kurczów
- 1858: Krótki Rys Anatomji Ciała Ludzkiego
- 1854: Nowe Listy Liebiga Chemji.